# حرب بوشين
حرب بوشين (باليابانية: 戊辰戦争 بوشين سينسو) هي حرب أهلية في اليابان جرت أحداثها بين العامين 1868 و1869 بين قوات شوغونية توكوغاوا، وقوات التحالف الذي عمل على إعادة السلطة السياسية إلى القصر الإمبراطوري. تعود أصول الحرب إلى تذمر الكثير من محاربي الساموراي والنبلاء من سياسة شوغونية توكوغاوا حول التعامل مع الأجانب بعد فتح اليابان. تشكل تحالف من الساموراي من جنوب اليابان خاصة من إقطاعتي ساتسوما وتشوشو ومسؤولين من القصر الإمبراطوري للتأثير على الإمبراطور ميجي. أحس الشوغون توكوغاوا يوشينوبو بخطورة الوضع في تسليم السلطة السياسية إلى الإمبراطور وذلك من أجل المحافظة على استمرار حكم شوغونية توكوغاوا. كان الجيش التابع للإمبراطور أكثر تطورًّا بكثير إذا ما قورن  بجيش الشوغون على الرغم من صغر حجمه فقد تمكن من إسقاط إيدو بعد عدة معارك. تراجع الموالون للشوغون إلى الشمال من هونشو ومن ثم إلى هوكايدو ليشكلوا جمهورية إيزو، إلا أنه بعد الهزيمة في معركة هاكوداته، حل هذا التحالف الأخير مطلقا حكم الإمبراطور في سائر أرجاء اليابان ومنهيا الجزء العسكري من استعراش ميجي.

## خلفية سياسية

### السخط المبكر ضد الشوغونية
خلال القرنين اللذين سبقا عام 1854، كان لليابان تبادل محدود للغاية مع الدول الأجنبية، مع استثناءات ملحوظة مع كوريا عبر جزيرة تسوشيما، ومع سلالة تشينغ الحاكمة في الصين عبر جزر ريوكيو، ومع الهولنديين من خلال مركز دييما التجاري. في عام 1854، فتح الكومودور بيري أبواب التجارة العالمية أمام اليابان مع التهديد الضمني بالقوة، وبالتالي بدأ فترة من التطور السريع في التجارة الخارجية والتغريب. واجهت الشوغونية عداءً داخليًا، تجسد في حركة راديكالية تُسمى سونو جوي (وتعني «تبجيل الإمبراطور، وطرد البرابرة»)، يعود السبب إلى حد كبير بسبب الشروط المهينة للمعاهدات غير المتكافئة، حسبما تسمى اتفاقيات مثل تلك التي أبرمها بيري.
قبل الإمبراطور كوميه هذه المشاعر، وتضارب مع قرون من التقاليد الإمبراطورية، وبدأ بأخذ بدور نشط في شؤون الدولة: ثار ضد المعاهدات وحاول التدخل في الخلافة الشوغونية حين سنحت له الفرصة. وبلغت جهوده ذروتها في مارس 1863 حين «أمر بطرد البرابرة». على الرغم أن الشوغونية لم تكن لديها أي نية لتطبيق الأمر، إلا أنه، رغم ذلك، أثر في شن للهجمات ضد الشوغونية نفسها وضد الأجانب في اليابان: كانت أشهر حادثة هي للتاجر الإنجليزي تشارلز لينوكس ريتشاردسون، الذي اضطرت حكومة توكوغاوا إلى دفع تعويض عن وفاته بمئة ألف جنيه بريطاني. شملت الهجمات الأخرى قصف السفن الأجنبية في شيمونوسيكي.
خلال عام 1864، واجهت القوى الأجنبية هذه الهجمات بنجاح بانتقام مسلح، مثل القصف البريطاني لكاجوشيما وحملة شيمونوسيكي متعددة الجنسيات. في الوقت نفسه، أثارت قوات تشوشو، مع رونين، تمرد هاماغوري في محاولة للاستيلاء على مدينة كيوتو، حيث عُقدت محكمة الإمبراطور، ولكن واجهت القوات الشوغونية التمرد تحت قيادة توكوغاوا يوشينوبو الذي أصبح الشوغون المستقبلي. أمرت الشوغونية أيضًا ببعثة عقابية ضد تشوشو، تُعرف باسم بعثة تشوشو الأولى، وأخضغوا تشوشو دون قتال فعلي. عند هذه النقطة، هدأت المقاومة الأولية بين القيادة في تشوشو والمحكمة الإمبراطورية، ولكن خلال العام التالي أثبت توكوغاوا أنه غير قادر على إعادة السيطرة الكاملة على البلاد، إذ بدأ معظم الداي-ميو يتجاهلون الأوامر والطلبات من إيدو.

## اقرأ أيضا
- تحالف ساتشو